# Benkara depauperata
Benkara depauperata är en måreväxtart som först beskrevs av Emmanuel Drake del Castillo, och fick sitt nu gällande namn av Colin Ernest Ridsdale. Benkara depauperata ingår i släktet Benkara och familjen måreväxter. Inga underarter finns listade i Catalogue of Life.